# Galila Tamarhan
Galila Tamarhan (o Tamruhan) al-Habashiya (en árabe: جليلة تمرهان‎: / ALA-LC: Jalīlah Tamarhān) “ La primera médica y escritora medical en Egipto” nació en el siglo XIX, se llamaba así de acuerdo al nombre de su madre, quien era partera y quien le animó a que fuera médica. En 1830 Galila ingresó en la escuela de Al-mualidat.
Galila era especial y logró gran fama en su carrera por eso, fue nombrada como asistente y en 1857 fue promovida a la posición de instructora jefe, cargo que ocupó hasta su fallecimiento en 1899. Así que, fue la primera profesora árabe en el parto en la escuela de Al-mualidat durante la época moderna.
Su dominio de la lengua árabe, francés y turca le facilitó el acceso a las últimas investigaciones médicas. Fue una de las primeras mujeres quien escribió artículos médicos en la prensa árabe. Al publicar Egipto la primera revista médica Ya῾sub Al-tib en árabe يعسوب الطب en1865 se convirtió en la primera ensayista que escribía artículos y consejos médicos.